# Jarell Quansah
Jarell Amorin Quansah (Warrington, 29 de janeiro de 2003) é um futebolista inglês que atua como zagueiro. Atualmente defende o Bayer Leverkusen.

## Carreira
Quansah chegou ao Liverpool em 2008, aos 5 anos, assinando seu primeiro contrato profissional em fevereiro de 2021. A estreia do zagueiro pelos Reds foi na vitória por 4 a 1 sobre o Bolton Wanderers, pelo EFL Trophy, e também atuou os 90 minutos da partida frente ao Port Vale, pela mesma competição.
Em janeiro de 2023, foi emprestado ao Bristol Rovers até o final da temporada, tendo feito seu primeiro jogo contra o Morecambe, tendo uma atuação destacada apesar da derrota por 5 a 1. No empate sem gols com o Ipswich Town, o técnico do Bristol Rovers, Joey Barton, afirmou que Quansah estava pronto para jogar em um nível superior, mencionando a habilidade do zagueiro com a bola como um ponto forte. Pelos Piratas, Quansah disputou 16 jogos.
Reintegrado ao elenco do Liverpool, estreou pela equipe principal dos Reds em agosto de 2023, substituindo Joël Matip na vitória por 2 a 1 sobre o Newcastle United, e marcou seu primeiro gol em dezembro do mesmo ano, na derrota por 2 a 1 para o Union Saint-Gilloise, pela Liga Europa, quando o Liverpool usou uma equipe reserva (já estava classificado para as oitavas-de-final do torneio).
Após disputar pela primeira vez uma partida completa como titular do Liverpool contra o Burnley, foi elogiado pelo capitão Virgil van Dijk, que classificou Quansah como "um enorme talento".

### Bayer Leverkusen
Em 2 de julho de 2025, o zagueiro deixa o Liverpool para assumir a camisa 4 do Bayer Leverkusen, que pagou 35 milhões de libras (R$ 262,3 milhões) para ter o jogador.

## Carreira internacional
Convocado para as seleções de base da Inglaterra desde 2018, Quansah é também elegível para defender Escócia, Gana e Barbados.

## Estatísticas
Atualizado até 25 de fevereiro de 2024
| Equipe                      | Temporada | Campeonato nacional | Campeonato nacional | Campeonato nacional | Copa nacional | Copa nacional | Copa da Liga | Copa da Liga | Competições continentais | Competições continentais | Outras competições | Outras competições | Total | Total |
| Equipe                      | Temporada | Divisão             | Jogos               | Gols                | Jogos         | Gols          | Jogos        | Gols         | Jogos                    | Gols                     | Jogos              | Gols               | Jogos | Gols  |
| --------------------------- | --------- | ------------------- | ------------------- | ------------------- | ------------- | ------------- | ------------ | ------------ | ------------------------ | ------------------------ | ------------------ | ------------------ | ----- | ----- |
| Liverpool Sub-21            | 2021–22   | —                   | —                   | —                   | —             | —             | —            | —            | —                        | —                        | 2                  | 0                  | 2     | 0     |
| Liverpool Sub-21            | 2022–23   | —                   | —                   | —                   | —             | —             | —            | —            | —                        | —                        | 2                  | 0                  | 2     | 0     |
| Liverpool Sub-21            | Total     | Total               | —                   | —                   | —             | —             | —            | —            | —                        | —                        | 4                  | 0                  | 4     | 0     |
| Bristol Rovers (empréstimo) | 2022–23   | League One          | 16                  | 0                   | —             | —             | —            | —            | —                        | —                        | —                  | —                  | 16    | 0     |
| Liverpool                   | 2023–24   | Premier League      | 8                   | 0                   | 2             | 0             | 5            | 0            | 5                        | 1                        | —                  | —                  | 20    | 1     |
| Total                       | Total     | Total               | 24                  | 0                   | 2             | 0             | 5            | 0            | 5                        | 1                        | 4                  | 0                  | 40    | 1     |

1. ↑  Jogos pelo EFL Trophy
2. ↑  Jogos pela Liga Europa

## Títulos
Liverpool Sub-21
- Lancashire Senior Cup: 2022

Liverpool
- Copa da Liga Inglesa: 2023–24[22]
- Premier League: 2024–25[23]

Inglaterra Sub-19
- Campeonato Europeu de Futebol Sub-19: 2022[carece de fontes?]

### Individuais
- Onze ideal do Campeonato Europeu de Futebol Sub-19: 2022[carece de fontes?]